# Station Piène
Station Piène was een spoorwegstation in de Franse gemeente Breil-sur-Roya op het traject Cuneo – Ventimiglia (Tendaspoorlijn).   
In 1928 werd de spoorlijn, en daarbij station Piène, in gebruik genomen. Het station werd tot 1939 gebruikt; zowel in 1940 als in 1944 werden veel bruggen vernield door oorlogsgeweld. In 1947 annexeerde Frankrijk een deel van het dal dat tot dan Italiaans was, waardoor onder andere station Piène onder Frans grondgebied valt. Het station van Piène, dat omdat de kloof van de Roya hier zeer smal is, boven de weg gebouwd is, kreeg bij de heropening wel de Franse naam, maar werd niet meer in gebruik genomen. Voor de annexatie heette het station nog Piena. 